# Новоскатовка (Саратовская область)
Новоскатовка — село в Татищевском районе Саратовской области, в составе сельского поселения Ягодно-Полянское муниципальное образование.
Основано как немецкая колония Ней-Штрауб в 1802 году
Население — 26 (2010)

## Физико-географическая характеристика
Село находится в лесостепи, в пределах Приволжской возвышенности, являющейся частью Восточно-Европейской равнины, в балке в бассейне реки Сокурка (приток Чардыма). Рельеф холмисто-равнинный, сильно пересечённый. К востоку расположено урочище Корсаковское Лесничество. В окрестностях села распространены чернозёмы. Высота центра населённого пункта — 204 метра над уровнем моря.
По автомобильным дорогам расстояние до областного центра города Саратова составляет 53 км, до районного центра посёлка Татищево — 32 км, до административного центра сельского поселения села Ягодная Поляна — 23 км.

### Климат
Климат умеренный континентальный (согласно классификации климатов Кёппена — Dfb). Многолетняя норма осадков — 465 мм. Наибольшее количество осадков выпадает в июле — 51 мм, наименьшее в марте — 24 мм. Среднегодовая температура положительная и составляет + 5,2°С, средняя температура самого холодного месяца января −11,4°С, самого жаркого месяца июля +21,0°С.
Часовой пояс
Новоскатовка, как и вся Саратовская область, находится в часовой зоне МСК+1. Смещение применяемого времени относительно UTC составляет +4:00.

## История
Официально основано в 1802 году (однако сохранившиеся сведения о населении колонии за 1798 год позволяют предположить о более раннем основании колонии). Основатели — 28 семей из колонии Штрауб (выходцы из Гессена и Пруссии). До 1917 года в составе Норкской, затем Ягодно-Полянского колонистского округа, с 1871 года — Ягодно-Полянской волости Саратовского уезда Саратовской губернии. Относилось к лютеранскому приходу Ягодная Поляна.
Земли — в 1859 году 1584 десятины, в 1910 году — 1667 десятин.
В 1926 году в селе имелись начальная школа, пункт ликбеза, действовал сельсовет. С 1932 по 1935 год село входило в состав Ягодно-Полянского кантона АССР немцев Поволжья. В 1933 году организовано деревообрабатывающее производство «Ротер Штерн».
В 1941 году немецкое население было депортировано.

## Население
| 1798  | 1816  | 1834  | 1850 | 1859  | 1883  | 1897  |
| ----- | ----- | ----- | ---- | ----- | ----- | ----- |
| 279   | ↗284  | ↗538  | ↗947 | ↗1280 | ↗1601 | ↗1868 |
| 1905  | 1911  | 1926  | 2002 | 2010  |       |       |
| ↗2728 | ↗3030 | ↘2587 | ↘40  | ↘26   |       |       |

### Известные жители
- Румянцев, Валентин Витальевич (1921—2007) — механик, академик РАН (c 1992).